# 地域情報学
地域情報学（ちいきじょうほうがく、英語: regional informatics）は、情報学の分野のひとつ。地域を単位とする情報、知識を、明確に定義された形式や手順に従って、比較可能な方法で理解し、体系化する過程をいう。地域を対象とする学問分野(地域経営学，地域政策学)を情報学をベースに再構築する新たな文理融合分野である。

## 手法
おもな手法として次のようなものがある。
- 情報学的手法を導入した実証的な地域研究の展開
- 地域情報の高次情報処理やツール開発
- 情報学的な体系化
- 資源の共有、情報インフラストラクチャーの構築、地域情報のメタ情報の整備

## 研究方法
具体的な研究手法として次のようなものがある。
- 事象・現象のマッピングと主題別実勢・実態地図の構築
- データ解析・データマイニング
- 検証・フィールドワーク
- モデル構築とシミュレーション